# Parsonsia plaesiophylla
Parsonsia plaesiophylla är en oleanderväxtart som först beskrevs av George Bentham, och fick sitt nu gällande namn av Stanley Thatcher Blake. Parsonsia plaesiophylla ingår i släktet Parsonsia och familjen oleanderväxter. Inga underarter finns listade i Catalogue of Life.